# Heinrich Michelant
Heinrich Michelant  (* 8. August 1811 in Lüttich; † 23. Mai 1890 in Paris) war ein französischer Bibliothekar,  Romanist und Mediävist.

## Leben und Werk
Henri-Victor Michelant war als Lothringer ein Grenzgänger zwischen Frankreich, wo er sich Henri nannte, und Deutschland, wo er unter dem Vornamen Heinrich publizierte. Von 1836 bis 1841 war er Erster Gerichtsschreiber in Metz. Im Februar 1842 traf er in Tübingen mit Ludwig Uhland und Adelbert von Keller zusammen und wurde für die Herausgabe altfranzösischer Texte in der Bibliothek des Litterarischen Vereins in Stuttgart gewonnen. Er lieferte die Nummern 13 (1846), 24 (1852), 67 (1862) und 112 (1872). Er promovierte zum Dr. phil. und lehrte von 1849 bis 1851 ausländische Literatur an der Universität Rennes. 1853 wurde er in eine leitende Funktion der Nationalbibliothek (Manuskriptabteilung) berufen. In Paris war er residierendes Mitglied der Société nationale des antiquaires de France (1853–1885), Mitglied des Comité des travaux historiques et scientifiques (1865–1873) und  Präsident der 1875 gegründeten Société des anciens textes français. Sein Verdienst ist die Erstherausgabe zahlreicher  mittelalterlicher Manuskripte.

## Schriften (Herausgebertätigkeit)
- Li romans d'Alixandre par Lambert Li Tors et Alexandre de Bernay. Stuttgart 1846, Amsterdam  1966.
- Gedenkbuch des Metzer Bürgers Philippe von Vigneulles aus den Jahren 1471–1522.  Stuttgart 1852, Genf 1962, Amsterdam 1968; deutsch, Saarbrücken 2005.
- Trésor de vènerie composé en l'an M. CCC. LXXXX. IV par Hardouin. Metz 1856.
- mit François Guessard: Floovant. Chanson de geste. Paris 1858, Nendeln 1966.
- mit François Guessard: Gui de Bourgogne. Chanson de geste. Paris 1859, Nendeln 1966.
- mit François Guessard: Otinel. Chanson de geste. Paris 1859, Nendeln 1966.
- mit François Guessard: Calixtus. Chanson de geste. Paris 1859.
- Renaus de Montauban oder die Haimonskinder. Stuttgart 1862, Amsterdam 1966.
- mit Alfred Ramé: Voyage de Jaques Cartier au Canada en 1534. Paris 1865.
- La clef d'amour. Poème. Lyon 1866.
- Blancandin et l'Orgueilleuse d'amour. Roman d'aventures. Paris 1867.
- Meraugis de Portlesguez. Roman de la Table Ronde von Raoul de Houdenc. Paris 1869.
- Chronique de Metz de Jacomin Husson, 1200–1525. Metz 1870.
- Historia del Cavallero Cifar. Tübingen 1872, Amsterdam 1969.
- Le Livre des Mestiers. Dialogues français-flamands composés au XIVe siècle par un maitre d'école de la ville de Bruges. Paris 1875.
- Voyage de Pierre Bergeron ès Ardennes, Liége et Pays-Bas, en 1619. Lüttich 1875.
- Guillaume de Palerne. Paris 1876, New York 1966.
- mit Gaston Raynaud: Itinéraires à Jérusalem et descriptions de la Terre Sainte rédigés en français aux XIe, XIIe & XIIIe siècles. Genf 1882, Osnabrück 1966.
- Der Roman von Escanor von Gérard von Amiens. Tübingen 1886.
- mit Paul Meyer: L'escoufle. Roman d'aventure von Jean Renart. Paris 1894, New York 1968.